# Csomaköz község
Csomaköz község (románul: Comuna Ciumești) község Szatmár megyében, Romániában. Központja Csomaköz, beosztott falvai Bere, Ponyváspuszta.

## Népessége
A 2011-es népszámlálás adatai alapján a község népessége 1407 fő volt.

## Története
2004-ben vált ki Szaniszló községből és szervezték önálló községgé.